# Éric Rohmer
Éric Rohmer (21. března 1920 Nancy – 11. ledna 2010; vlastním jménem Jean-Marie Maurice Scherer) byl francouzský filmový režisér, kritik (několik let byl šéfredaktorem Cahiers du cinéma) a scenárista, řazený k tzv. francouzské nové vlně.
Své snímky často uskupoval do cyklů (např. Morální povídky, Komedie a přísloví, Příběhy čtyř ročních období).

## Filmografie
- 1950: Journal d'un scélérat – krátkometrážní, nezachovaný
- 1952: Les petites filles modèles – nedokončený a nezachovaný
- 1954: Bérénice – krátkometrážní
- 1956: La sonate à Kreutzer – krátkometrážní
- 1958: Véronique et son cancre – krátkometrážní
- 1959: Le Signe du Lion
- 1960: Présentation, ou Charlotte et son steak – krátkometrážní
- 1962: Pekařka z Monceau (La boulangère de Monceau)
- 1963: Kariera Zuzanny (La carrière de Suzanne)
- 1963: Paysages urbains
- 1964: Nadja à Paris – krátkometrážní
- 1964: Les cabinets de physique au XVIIIème siècle
- 1964: Les métamorphoses du paysage
- 1964: Les salons de Diderot
- 1964: Perceval ou Le conte du Graal
- 1965: Paříž očima... (Paris vu par...)
- 1965: Carl Dreyer
- 1965: Don Quichotte de Cervantes
- 1965: Entretien sur Pascal
- 1965: Les caractères de La Bruyère
- 1965: Les histoires extraordinaires d'Edgar Poe
- 1966: Victor Hugo: Les contemplations
- 1966: Le Celluloїd et le marbre
- 1966: Une étudiante aujourd'hui – krátkometrážní
- 1967: Sběratelka (La collectionneuse)
- 1968: Fermière à Montfaucon – krátkometrážní
- 1968: Louis Lumière
- 1968: Entretien avec Mallarmé
- 1969: Moje noc s Maud (Ma nuit chez Maud)
- 1969: Victor Hugo architecte
- 1969: La béton dans la ville
- 1970: Klářino koleno (Le genou de Claire)
- 1972: Po lásce (L'amour l'après-midi)
- 1976: Markýza z O… (La Marquise d'O...)
- 1978: Percival Galský (Perceval le Gallois)
- 1980: Catherine de Heilbronn
- 1981: Pilotova žena (La femme de l'aviateur)
- 1982: Ideální manželství (Le beau mariage)
- 1983: Pauline na pláži (Pauline à la plage)
- 1983: Loup, y es-tu?
- 1984: Noci v úplňku (Les nuits de la pleine lune)
- 1986: Zelený paprsek (Le rayon vert)
- 1986: Bois ton café, il va être froid
- 1987: Přítel mé přítelkyně (L'ami de mon amie)
- 1987: Čtyři dobrodružství Reinette a Mirabelle (Quatre aventures de Reinette et Mirabelle)
- 1989: Les jeux de société
- 1990: Jarní příběh (Conte de printemps)
- 1992: Zimní příběh (Conte d'hiver)
- 1993: L'arbre, le maire et la médiathèque
- 1995: Dostaveníčka v Paříži (Les rendez-vous de Paris)
- 1996: Letní příběh (Conte d'été)
- 1998: Podzimní příběh (Conte d'automne)
- 1999: La cambrure
- 2001: Angličanka a vévoda (L'anglaise et le duc)
- 2004: Trojitý agent (Triple agent)
- 2007: Les Amours d'Astrée et de Céladon